# Felix von Schumacher (General)

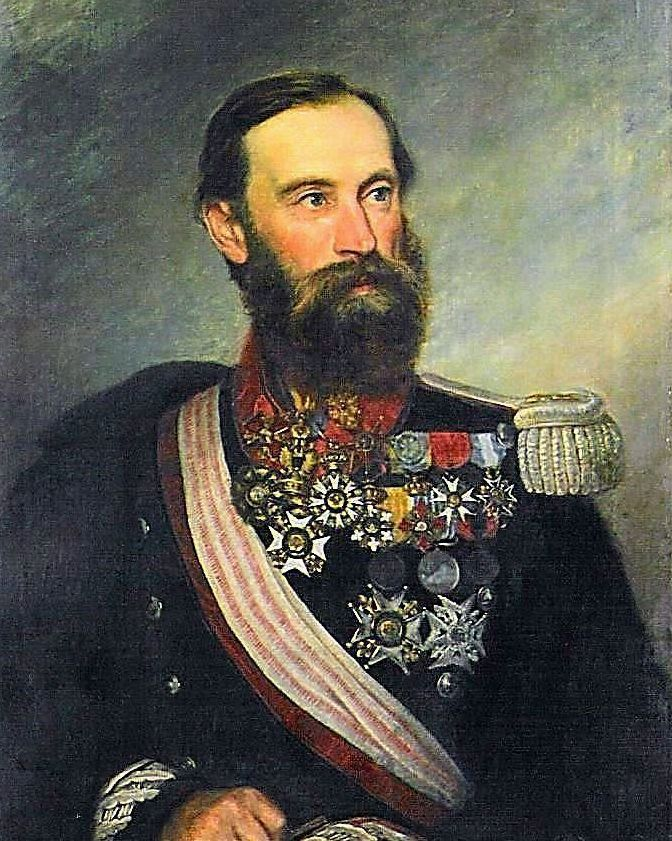
General Felix von Schumacher

Felix von Schumacher (* 14. Juli 1814 in Luzern; † 19. Oktober 1894 ebenda) stammt aus der gleichnamigen Luzerner Patrizierfamilie Schumacher. Er war General im Königreich beider Sizilien, Adjutant von König Ferdinand II., Berater seiner Söhne Franz II. und der Grafen Trani und Caserta und Beschützer der jungen Königin Marie Sophie von Neapel (Marie in Bayern), der Schwester von Kaiserin Elisabeth von Österreich. 1858 wurde er in den neapolitanischen Adelsstand erhoben.

## Der Vertrag mit Neapel
Felix von Schumachers Vater, Joseph Anton Schumacher hatte 1825 als Regierungsrat und Militärdirektor von Luzern den Schweizer Militärvertrag für vier Regimenter mit Neapel ausgehandelt. Sie sollten den Kern der neapolitanischen Armee bilden. Joseph Anton Schumacher war zuvor Offizier in der französischen Schweizergarde von König Ludwig XVI. und Schwiegersohn von Jost Dürler, der die Garde in den Tuilerien am 10. August 1792 befehligte.

## Das 1. Schweizerregiment
Das 1. Schweizerregiment bestand aus Luzernern, Nidwaldnern, Urnern und Innerrhodern. Hier dienten auch viele Verwandte der Familie, so Max Alphons Pfyffer von Altishofen, der nachmalige Schweizer Generalstabschef und Initiant der Gotthardbefestigung und Erbauer des Belle Époque Grand Hotel National in Luzern, oder General Ludwig von Sonnenberg, der noch die Feldzüge Napoleons mitgemacht hatte. Weitere Angehörige diese Regiments waren u. a. Kommandant Heinrich Schumacher und sein Schwager Oberstbrigadier Walter am Rhyn, der in Luzern seinen Landsitz an Richard Wagner vermietete, oder Schwager Georg Pfyffer von Heidegg, dessen Sohn Erzieher der Prinzen von Bourbon-Caserta und Privatsekretär von Königin Viktoria und König Edward VII. war.

## Feldzug in Neapel
1833 begann auch Felix von Schumacher seine Karriere im Regiment. Bald wurde er in den Generalstab und in den Stab von König Ferdinand II. versetzt. Als dessen Adjutant bereiste er Europa und kaufte Waffen für die neapolitanische Armee. Dazwischen beteiligte er sich in der Schweiz an den generalstäblichen Vorbereitungen für den Sonderbundskrieg. Danach kämpfte er in den Straßen von Neapel. Anschließend zog er gegen Garibaldi und die Piemontesen ins Feld und war an der Rückeroberung Roms für den Papst sowie am Feldzug nach Sizilien beteiligt. 1861 leitete er die Verteidigung von Gaeta, in dessen Schutz sich während der Revolution bereits Papst Pius IX. und Leopold II. (Toskana), Großherzog der Toskana, begeben hatten. Ein Gemälde von Carl Theodor von Piloty in Bad Kreuth zeigt Felix von Schumacher und Alphons Pfyffer von Altishofen mit Königin Marie Sophie auf den Wällen der Festung von Gaeta. Nach deren Fall 1861 begleitet er die königliche Familie ins Exil nach Rom.

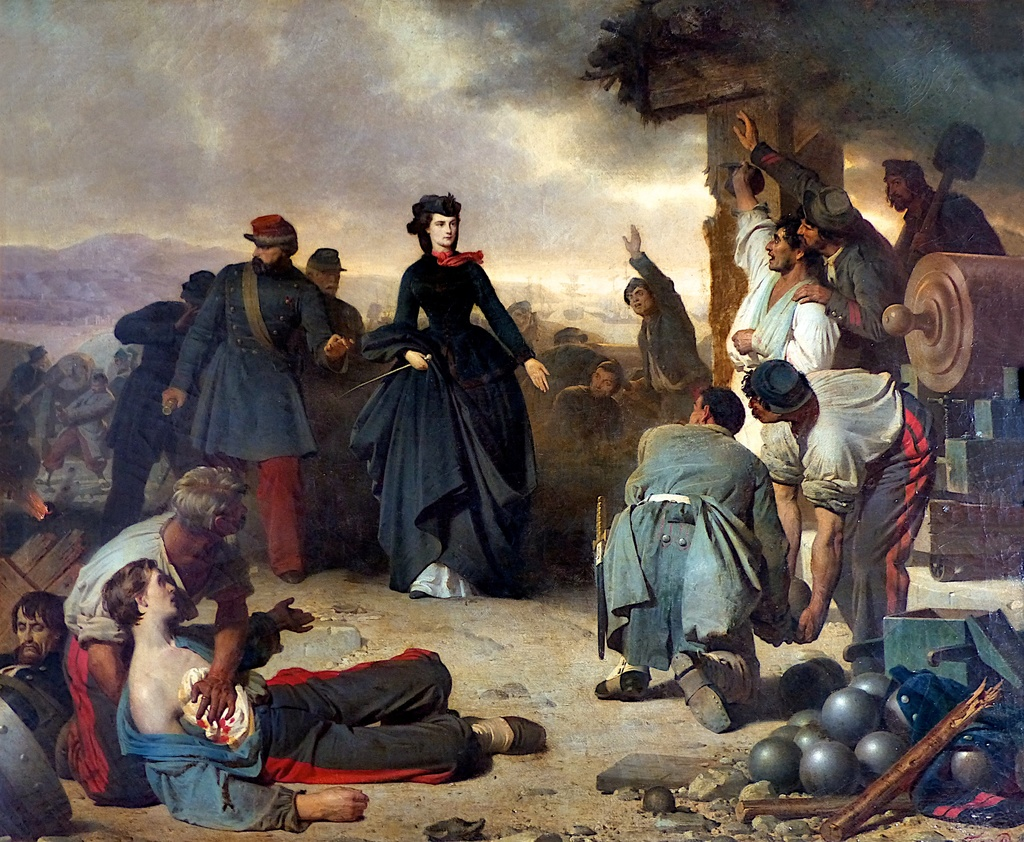
Königin Marie Sophie in Begleitung von General von Schumacher und seinen Adjutanten Alphons Pfyffer von Altishofen während der Belagerung von Gatea. Ihr roter Schal und ihre bespornten Stiefelchen, die sie während der Belagerung trug, befinden sich heute nebst anderen Erinnerungen im Besitz der Familie Schumacher in Luzern.

## Zurück in Luzern
In Luzern gehörte General von Schumacher dem Verwaltungsrat verschiedener Unternehmungen an und förderte das Schiesswesen. Er stand in Kontakt mit Herzog Max in Bayern und Prinz Luitpold von Bayern sowie mit König Albert von Sachsen. Ebenso begleitete er König Wilhelm von Preußen zur Kur nach Bad Ems, wo er Zeuge der Emser Depesche wurde. Desgleichen war er 1889 zur Hochzeit nach Sigmaringen geladen, wo Wilhelm von Hohenzollern die Tochter des Grafen Trani ehelichte und wo er mit Kaiser Wilhelm II. zusammentraf. Als Graf Girgenti in Luzern (Hotel National) starb, organisierte und begleitete er 1877 im Auftrag von Prinzessin Isabella von Asturien seine Überführung nach Madrid, wo ihn der König empfing. Auch Graf Trapani liess sich von ihm beraten, dessen Gattin, Maria Isabella von Österreich-Toskana, 1901 ebenfalls in Luzern starb. In Luzern hatte Felix von Schumacher Kontakt zu Richard Wagner, der sein Nachbar war und auf dem Landsitz von Oberst Walter am Rhyn wohnte, der ebenfalls Offizier in Neapel gewesen war.

## Ehe und Familie
Als im Exil Marie Sophie ihren Mann verlassen hatte, waren es ihre Schwester Elisabeth und General von Schumacher, die sie überredeten, zu ihrem Mann zurückzukehren und ihr uneheliches Kind einem belgischen Grafen in Pflege zu geben. Auch die Gattin von Felix von Schumacher war Belgierin. Ebenso standen seine Söhne, Felix und Edmund, im Dienste des belgischen Königs. Sie waren beide selbst hohe Offiziere in der Schweiz und dienten dem Staat als Schultheissen bzw. Ständerat. Eine Tochter ehelichte den Luzerner Stahlindustriellen Ludwig von Moos, dessen Familie ebenfalls Offiziere in Neapel hatte.
Schumacher war auch Mitglied des Verwaltungsrates der Dampfschiff-Gesellschaft des Vierwaldstättersees.